# 이리나 메를레니
이리나 올렉시이우나 메를레니(우크라이나어: Іри́на Олексі́ївна Мерле́ні, 1982년 2월 8일~)는 우크라이나의 전직 레슬링 선수이다. 2004년 하계 올림픽 자유형 플라이급 금메달을 획득했고, 2008년 하계 올림픽에서 자유형 플라이급 동메달을 획득했다.